# Ханзаде-Султан (донька Омера Фарука)
Ханзаде Султан (тур тур. Zehra Hanzade Sultan ; осман. زهرا خانزادہ سلطان ; 19 вересня 1923 — 19 березня 1998) — османська принцеса, донька Шехзаде Омера Фарука, сина останнього халіфа Абдул-Меджида II і Шехсувар-Ханим. Її матір'ю була Сабіха-Султан, дочка султана Мехмеда VI і Назікеди-Кадин.

## Раннє життя
Ханзаде-Султан народилася 19 вересня 1923 року в палаці Долмабахче майже через рік після скасування Османської імперії. Її батьком був Шехзаде Омер Фарук, а матір'ю — Сабіха-Султан. У неї була старша сестра, Несліша-Султан, на два роки старша за неї, і молодша сестра, Некла-Султан, на два роки молодша за неї. Вона була онукою по батькові Абдул-Меджида II і Шехсувар-Ханим, а по матері онукою султана Мехмеда VI і Назікеди-Кадин.
Через місяць після її народження 29 жовтня 1923 року Туреччина стала республікою. У березні 1924 року Ханзаде, її мати і сестра, покинули Туреччину через вигнання султанської родини. 11 березня вони утрьох покинули маєток у Румеліхісарі та сідали на «Східний експрес», щоб приєднатися до її батька та дідуся у Швейцарії. Пізніше її батьки та сестри переїхали до Ніцци, Франція, де вона провела своє дитинство. Восени 1938 року вона разом із сестрою та батьком приїхала в Александрію, Єгипет. Їхній дідусь Абдул-Меджид часто брав її та її сестру Неслішу на берег моря. 

## Шлюб
У 1940 році принц Мухаммад Абдель Монейм надіслав пропозицію Несліші-Султан, оскільки він був готовий одружитися з нею. Несліша не погодилася, і відносини між нею та батьком охололи, після чого вона погодилася. Через Другу світову війну сім'я Ханзаде збідніла, оскільки їхній дід Абдулмеджид не міг надіслати їм гроші з Франції. І через це вона хотіла вийти заміж і негайно вийти з ситуації. Однак її батько не погодився і спочатку сказав: «Спочатку одружується старша, потім молодша, нехай Несліша, тоді ми будемо думати про Ганзаде».
Однак пізніше Фарук передумав і обрав їй у чоловіки принца Мухаммеда Алі Ібрагіма. Весілля відбулося в Каїрі, і сім'я залишилася в будинку Азізи-Ханим в Аль-Куббі. Принц Мухаммед Алі орендував великий будинок у Гезірі, де також була бібліотека з чудово переплетеними книгами. Весілля відбулося в четвер, 19 вересня 1940 року, оскільки в Єгипті четвер вважався вдалим днем для одруження днем. Наступного тижня, у четвер, 26 вересня 1940 року, відбулося весілля Несліші-Султан і принца Абдель Монема.
Перша дитина пари Сабіхи Фазіле Ханим-Султан народилася 8 серпня 1941 року. За нею народився Султанзаде Ахмед-Ріфат, який народився 31 серпня 1942 року. У 1958 році король Іраку Фейсал II надіслав пропозицію щодо Фазіле. Пропозиція була несподіванкою для її батьків, оскільки Фазіле було лише шістнадцять років і вона вчилася в школі. Однак шлюб не відбувся через убивство короля під час революції 14 липня того ж року. Пізніше, 10 грудня 1965 року, Фазіле в Парижі вийшла заміж за Хайрі Ургюплу, сина Суата Хайрі Ургюплу, який протягом семи місяців обіймав посаду прем'єр-міністра Туреччини. Ханзаде жила у Єгипті до 1952 року, єгипетська революція 1952 року відбулася 23 липня 1952 року, і Єгипет було проголошено республікою. Ханзаде та її сім'я були вигнані. Вони переїхали до Парижа, Франція, і ніколи назад не поверталася.
Батько Ханзаде, Омер Фарук, проявив підвищений інтерес до своєї двоюрідної сестри Міхріші-Султан, доньки наслідного принца Шехзаде Юсуфа Іззеддіна. Також стало відомо, що між Фаруком та її матір'ю Сабіхою не все гаразд. Вона та її сестри стали на бік матері. Фарук звинуватив Сабіху в тому, що вона налаштувала їхніх дочок проти нього. Але він уже був закоханий у Міхрішу, і питання конфлікту було лише приводом. У 1948 році, після двадцяти восьми років шлюбу, Фарук розлучився з Сабіхою та одружився з Міхріші. Після чого Сабіха приїхала до Парижа, щоб жити з донькою. Після скасування закону про вигнання для принцес у 1952 році її мати переїхала до Стамбула. після смерті принца Мухаммеда Алі в 1977 році Ханзаде овдовіла.

## Смерть
Ханзаде-Султан померла 19 березня 1998 року у віці сімдесяти чотирьох років у Парижі, Франція. Її тіло було доставлено до Стамбула та поховано 26 березня 1998 року на кладовищі Асіян Асрі.

## Походження
|  |                          |  |  |  |  |  |  |  |  |  |  |  |  |  |  |  |
|  | 8. Абдул-Азіз            |  |  |  |  |  |  |  |  |  |  |  |  |  |  |  |
|  |                          |  |  |  |  |  |  |  |  |  |  |  |  |  |  |  |
|  |                          |  |  |  |  |  |  |  |  |  |  |  |  |  |  |  |
|  | 4. Абдул-Меджид II       |  |  |  |  |  |  |  |  |  |  |  |  |  |  |  |
|  |                          |  |  |  |  |  |  |  |  |  |  |  |  |  |  |  |
|  |                          |  |  |  |  |  |  |  |  |  |  |  |  |  |  |  |
|  | 9. Хайраніділ-Кадин      |  |  |  |  |  |  |  |  |  |  |  |  |  |  |  |
|  |                          |  |  |  |  |  |  |  |  |  |  |  |  |  |  |  |
|  |                          |  |  |  |  |  |  |  |  |  |  |  |  |  |  |  |
|  | 2. Шехзаде Омер Фарук    |  |  |  |  |  |  |  |  |  |  |  |  |  |  |  |
|  |                          |  |  |  |  |  |  |  |  |  |  |  |  |  |  |  |
|  |                          |  |  |  |  |  |  |  |  |  |  |  |  |  |  |  |
|  | 5. Шехсувар-Ханим        |  |  |  |  |  |  |  |  |  |  |  |  |  |  |  |
|  |                          |  |  |  |  |  |  |  |  |  |  |  |  |  |  |  |
|  |                          |  |  |  |  |  |  |  |  |  |  |  |  |  |  |  |
|  | 1. Ханзаде-Султан        |  |  |  |  |  |  |  |  |  |  |  |  |  |  |  |
|  |                          |  |  |  |  |  |  |  |  |  |  |  |  |  |  |  |
|  |                          |  |  |  |  |  |  |  |  |  |  |  |  |  |  |  |
|  | 12. Абдул-Меджид I       |  |  |  |  |  |  |  |  |  |  |  |  |  |  |  |
|  |                          |  |  |  |  |  |  |  |  |  |  |  |  |  |  |  |
|  |                          |  |  |  |  |  |  |  |  |  |  |  |  |  |  |  |
|  | 6. Мехмед VI             |  |  |  |  |  |  |  |  |  |  |  |  |  |  |  |
|  |                          |  |  |  |  |  |  |  |  |  |  |  |  |  |  |  |
|  |                          |  |  |  |  |  |  |  |  |  |  |  |  |  |  |  |
|  | 13. Гулусту-Ханим        |  |  |  |  |  |  |  |  |  |  |  |  |  |  |  |
|  |                          |  |  |  |  |  |  |  |  |  |  |  |  |  |  |  |
|  |                          |  |  |  |  |  |  |  |  |  |  |  |  |  |  |  |
|  | 3. Сабіха-Султан         |  |  |  |  |  |  |  |  |  |  |  |  |  |  |  |
|  |                          |  |  |  |  |  |  |  |  |  |  |  |  |  |  |  |
|  |                          |  |  |  |  |  |  |  |  |  |  |  |  |  |  |  |
|  | 14. Гасан Маршан         |  |  |  |  |  |  |  |  |  |  |  |  |  |  |  |
|  |                          |  |  |  |  |  |  |  |  |  |  |  |  |  |  |  |
|  |                          |  |  |  |  |  |  |  |  |  |  |  |  |  |  |  |
|  | 7. Назікеда-Кадин        |  |  |  |  |  |  |  |  |  |  |  |  |  |  |  |
|  |                          |  |  |  |  |  |  |  |  |  |  |  |  |  |  |  |
|  |                          |  |  |  |  |  |  |  |  |  |  |  |  |  |  |  |
|  | 15. Фатма Горекан Аредба |  |  |  |  |  |  |  |  |  |  |  |  |  |  |  |
|  |                          |  |  |  |  |  |  |  |  |  |  |  |  |  |  |  |
|  |                          |  |  |  |  |  |  |  |  |  |  |  |  |  |  |  |